# Кондиське князівство
Кондиське князівство — мансійська держава зі столицею у містечку Картауж, була частиною потрійної держави, що звалася Пелимським князівством. Тривалий час боролася проти Московської держави. З 1594 року існувало як васал Московського царства.

## Історія
Складалося з Великої та Малої Конди. За кількістю населення Конда була найбільшою складовою частиною Пелимского князівства. У зовнішній політиці завжди зберегала вірність пелимських князям. Тому також визнавала зверхність Тюменського, згодом Сибірського ханства. Водночас разом з Пелимом протистояло Новгородській республіці, згодом великому князівству Пермському та великому князівству Московському. Велика Конда була природною фортецею від ворога, куди московитам вдалося проникнути тільки за допомогою хантів з Кодського князівства.
У 1483 році разом з іншими князівствами Югри кондинці боролися проти вторгнення московитів, проте зазнали поразки. У 1484 році Кондиське князівство визнало себе васалом Московії. З огляду на те, що Конда була релігійним центром для усіх хантів та мансі, великий князь Московський Іван III визнав його підкорення величезним успіхом та увівши до своєї титулатури князівство Кондиське.
Вже у 1499 році в союзі з Пелимським князівством скинуло владу московитів, але вже у 1500 році знову було підкорено. Після цього на тривалий час звільнилося від влади Московії, хоча царі останньої вважали Конду своєю територією. В цей час за князя Сатигі Кондиське князівство досягло найвищої могуті. Воно стало повністю самостійним від Московії та Пелимського князівства, хоча зберегло з останнім військовий союз. Сатига стає одним з найбагатших князів Югри.
З 1550-х років кондинські мансі разом з пелимськими розпочали тривалу боротьбу проти зазіхань купців Строганових на свої землі. Війна з московитами тривала до 1589 року, коли Кондиське князівство зазнало тяжкої поразки й змушена було вкотре підкоритися Московії.
У 1590 році кондинці підтримали чергове повстання пелимського князя Аблегіріма проти московитів. Ця остання велика війна тривала до 1594 року, коли Кондиське князівство було остаточно підкорено Московії. Кондиська княжа родина на чолі із Агаєм була увезена до Москви, де хрестилася. Їх нащадки (Василь та Федір Кондиські) у 1618 році отримав дозвіл повернутися на батьківщину, але мешкали у Пелимі й не мали право виїздити до Великої Конди. Проте кондиські мансі продовжували боротьбу проти загарбників.
У 1609 році кондинський мурза Чеимрко вступив у заколот з регенткою Кодського князівства Анноб Пуртеєвою, обдорським князем Мамруком Васильовичем проти московитів, проте зазнав поразки.
У 20-х роках XVII століття суверенним володарем Конди був старший з родини кондиських князів — князь Василь Кондиський. Незважаючи на царські укази, він продовжував їздити до Великої Конди в юрти з небожем князем Андрієм Пелимським. Влада його була зовсім реальна, він користувався поряд з московським государем доходами з підлеглих йому областей.

## Кондиські князі при Москві
У 1680 році Кондинський князь Кінча, при хрещенні наречений Симеоном, отримав від московського царя жалувану грамоту, яка затверджувала його в княжій гідності. За часів Петра I кондинським князем був Сатига II. Його фактичну незалежність підкріплювала значна військова дружина у 600 вояків. Сатига настільки вільно розпоряджався у своїх володіннях, що міг дозволити собі збройний опір насильницької християнізації своїх підданих, розгорнуту тодішнім митрополитом Сибірським та Тобольским Філофеєм. Втім урешті-решт Сатигі довелося змиритися перед Філофея, і не тільки дозволити звернути на православ'я своїх підданих, але і самому прийняти хрещення і православне ім'я Григорій.
У 1732–1747 роках кондинським князем був син Сатигі Осип Григор'єв. Осипу Григор'єву успадкував його син Влас Осипов, якому в 1749 році була видана спеціальна грамота. Вона знадобилася, тому, що на князівську гідність претендував інший син князя Осика Григор'єва — Іван. Втім, грамота не втихомирила ні Івана, ні його нащадків. Вони довго спрямовували позови у всі інстанції, вели майже столітню тяжбу і, урешті-решт, домоглися свого. У 1842 році прапраонук Сатигі II (Григорія), який служив вчителем Туринського повітового училища, Олександр Іванович Сатигін, виклопотав затвердження у званні князя Сатигіна-Кондинського.

## Державний устрій
Володарів Конди називали князями. Династія, що правила тут, належала до одного роду з пелимською, і останній пелимський князь Андрій був небожем князю Кондинське Василю. З цієї династії відомі: князь Агай, який у 1594 році з усією родиною, з братом Косялімом і сином Азипкой був узятий в полон московитами; хрещені Кондиські князі Василь та Федір, а після смерті останнього його удова Дарина. Останні мешкали з 1618 року у Пелимському містечку та були приписані до місцевих дітей боярських. У відсутності князів у Кондиському князівстві керував державою своєрідний намісник, який мав титул (або посаду) мурзи.

## Економіка
Багатство і могутність Кондиського князівства посилювалося завдяки священному значенням, яке мали в очах місцевих мешканців лісові нетрі, серед яких воно було розташоване.
В глибині непрохідних урочищ розташовувалися священні святині народу мансі. Родовий фетиш Нахаочевських юрт, дерев'яний ідол, що був об'єктом паломництва не лише з околиць, а й здалеку з Обі. Навколо нього утворився склад приношень з начиння, каптанів, білок та ін., який накопичувався протягом століть. За переказами мансі данину, накладену Єрмаком на Кондиське князівство, мансі сплатили зі скарбниці цього кумира.